# Municipio de Hume (Illinois)
El municipio de Hume (en inglés, Hume Township) es un municipio del condado de Whiteside, Illinois, Estados Unidos. Tiene una población estimada, a mediados de 2023, de 354 habitantes.

## Geografía
Según la Oficina del Censo, tiene una superficie total de 76.9 km², de los cuales 76.3 km² corresponden a tierra firme y 1.6 km² están cubiertos de agua.

## Demografía
Según el censo de 2020, en ese momento había 351 personas residiendo en la zona. La densidad de población era de 4.6 hab./km². El 94.87 % de los habitantes eran blancos, el 0.57 % eran isleños del Pacífico, el 0.28 % era de otra raza y el 4.27% eran de una mezcla de razas. Del total de la población, el 2.85 % eran hispanos o latinos de cualquier raza.